# Xysticus baltistanus
Xysticus baltistanus là một loài nhện trong họ Thomisidae.
Loài này thuộc chi Xysticus. Xysticus baltistanus được Lodovico di Caporiacco miêu tả năm 1935.